# حفظ الطاقة
حفظ الطاقة أو ترشيد استهلاك الطاقة هو سلوك يفضي إلى خفض الكمية المستهلكة من الطاقة بأنواعها، بهدف الحفاظ على البيئة والتوفير في مصاريف استهلاك الوقود ورفع مسؤولية الأفراد والمجتمعات تجاه البيئة، يمكن وصول هذا الهدف عبر الاستخدام الفعال للطاقة حيث توظف التقنية في تحقيق نفس خدمة الطاقة باستهلاك طاقة أقل (مثال: استخدام تقنيات حديثة في التدفئة أو التكييف تقوم بأداء نفس وظيفة مثيلاتها التقليدية مستخدمة كمية طاقة أقل).
تعد ممارسة حفظ الطاقة جزءاً مهماً في أي خطط واستراتيجيات وكالات الطاقة، تهدف هذه الممارسة إلى خفض كمية الطاقة المستخدمة للفرد الواحد وبالتالي الحد من تنامي زيادة الطلب على الطاقة في المستقبل والناتجة عن زيادة التعداد السكاني كما تقلل من مصاريف توليد الطاقة عبر التوجه نحو الاستخدام الفعال للطاقة واستخدام موارد الطاقة النظيفة.

## ممارسات حفظ الطاقة حسب الدول

### الولايات المتحدة الأمريكية
تعد الولايات المتحدة الأمريكية أكبر مستهلك للطاقة في العالم، تقسم وكالة الطاقة الأمريكية استهلاك الطاقة في الولايات المتحدة على 4 أقسام هي: الاستهلاك المنزلي والصناعي والتجاري والنقل، يشكل استهلاك الطاقة المنزلي واستهلاك النقل حوالي 50% من إجمالي الاستهلاك في أمريكا وهما يتبعان بشكل كبير للممارسات الفردية ويمكن لممارسة حفظ الطاقة أن تقلل من كمية الاستهلاك في كليهما بشكل ملحوظ، بينما يكون الاستهلاك في القطاع التجاري والصناعي ثابتاً إلى حد ما ويمكن للاستخدام الفعال للطاقة أن يخفض من كمية استهلاك الطاقة فيهما.

#### النقل
يشمل قطاع النقل جميع مركبات النقل الخصوصية والعمومية، حوالي 65% من الطاقة المستخدمة في مركبات النقل تأتي من البنزين وغالبية هذه المركبات خصوصية، 20% من الطاقة المستخدمة تأتي من الديزل (كالقطارات والسفن والشاحنات) والـ 15% المتبقية تستهلك للنقل الجوي، عقب أزمة النفط (1973) ظهرت سياسيات فدرالية جديدة تلزم مصنعي المركبات بالتوجه إلى تصنيع مركبات ذات فاعلية أكبر في استخدام الوقود وبدأت الشركات الكبرى في أواخر السبعيات بتصنيع سيارات أخف وزناً وصغر حجماً واعتمدت تصميم مركبات الشد الأمامي، الأمر الذي أثمر سيارات أكثر فاعلية في استخدام الوقود.
إلا أن هذه المعايير سرعان ما بدأت بالاضمحلال في بداية التسعينيات نتيجة انتشار السيارات الرياضية ذات المحركات الكبيرة وسيارات الفان وشاحنات البيك أب الصغيرة، في عام 2002 أعيد تفعيل السياسيات الفدرالية مرة أخرى وأصبح المواطنون مخولين لتلقي نقاط إضافية لصالحهم في ضريبة الدخل لدى امتلاك سيارة هجينة أو سيارة كهربائية، كما انتشر على المستوى الشعبي مبدأ تشارك التوصيلات (بالإنجليزية: car pooling)‏ واستخدام وسائل النقل العمومية للتنقلات اليومية.

#### الاستهلاك المنزلي
إن فاعلية استخدام الطاقة في التدفئة والتكييف في تزايد مستمر منذ سبعينيات القرن الماضي وعقب أزمة النفط 1973، في عام 1987 قامت وكالة الطاقة بتحديد حد أدنى فاعلية استخدام الطاقة في الأدوات الكهربائية المنزلية، وأصبحت كل الأجهزة ذات الاستخدام الفعال للطاقة تحظى بشعار «نجمة الطاقة».
و لكن وبالرغم من كل تلك الجهود إلا أن هنالك زيادة ملحوظة في استهلاك الطاقة المنزلي في الولايات المتحدة، ويرجع ذلك إلى زيادة عدد الأجهزة الإلكترونية الموجودة في المنزل من تلفزيونات وثلاجات وغيرها، كما أن مساحات السكن والمنازل زادت من متوسط 135 متراً مربعاً عام 1970 إلى 207 متر مربع عام 2005 مما يحمل زيادة في مصاريف التدفئة والتكييف والإنارة، كما أن نسبة البيوت المزودة بأجهزة تكييف مركزية زاد من 23% عام 1978 إلى 55% عام 2001.
تستهلك الأدوات المنزلية الموضوعة على وضعية الاستعداد (standby 5-10%) من إجمالي الاستهلاك المنزلي للطاقة وتكلف سنوياً أكثر من 3 مليارات دولار.
نسب استهلاك الكهرباء المنزلي حسب نوع الجهاز:
- أجهزة التدفئة المنزلية 30,7%
- سخانات المياه 13,5%
- أجهزة التكييف 11,5%
- أجهزة الإضاءة 10,5%
- البرادات والثلاجات 8,2%
- الأجهزة الإلكترونية 7,2%
- غسالات الملابس والصحون 5,6%
- الطبخ 4,7%
- أجهزة الكمبيوتر 0,9%
- أجهزة أخرى 4,1%
- هدر غير مستفاد منه 3,3% [1]

تختلف هذه الأرقام من منطقة جغرافية أخرى باختلاف المناخ والفصول ولكن الإجمالي العام للاستهلاك يبقى متقارباً.